# 大花对叶兰
大花对叶兰（学名：Neottia wardii），为兰科鸟巢兰属下的一个植物种。种名grandiflora意为“大花的”。